# Kim Gardner
Kim Gardner (* 27. Januar 1948 in Dulwich (London); † 24. Oktober 2001 in Los Angeles) war ein englischer Rockmusiker. Er spielte den Bass bei den Bands The Birds, Santa Barbara Machine Head und The Creation, jeweils mit seinem Freund Ron Wood (Gitarre), bevor er 1968 mit Tony Ashton (Keyboard, Gesang) und Roy Dyke (Schlagzeug) das Jazzrock-Trio Ashton, Gardner & Dyke bildete.
Nach der Auflösung von Ashton, Gardner & Dyke 1972 zog Gardner nach Los Angeles. Er trat mit verschiedenen Bands auf und ist auf zahlreichen Alben zu hören.
1982 eröffnete er im Laurel Canyon eine Kneipe namens „Cat and Fiddle“, die zwei Jahre später auf den Sunset Boulevard umzog. „Cat and Fiddle“ war ein Anziehungspunkt für britische Rockmusiker und Hollywoodgrößen.
Kim Gardner starb 2001 im Alter von 53 Jahren.